# Краснодарский чай
Краснода́рский чай — российский чай, выращиваемый в Краснодарском крае, а также торговая марка купажной смеси чая. Торговую марку «Краснодарский чай» могут использовать все производители чая из Краснодарского края, с соблюдением требований регионального стандарта чая. Чай, выращиваемый в Краснодарском крае, является одним из самых северных промышленно выращиваемых чаёв в России и в мире.

## История
В 1878 году в сочинском имении Мамонтовой садоводом Рейнгольдом Иоганновичем Гарбе были предприняты первые попытки выращивания чая. Он стал первым директором сочинской опытной плодовой станции, ныне Федеральное государственное бюджетное научное учреждение «Всероссийский научно-исследовательский институт цветоводства и субтропических культур» (ФГБНУ ВНИИЦиСК).
Первая чайная плантация Краснодарского чая площадью 1350 м² (первая плантация на территории современной России) была заложена в районе села Солохаул в 1901 году И. А. Кошманом (1838—1935). Семена чая были привезены из Чакви — прибрежного района Западной Грузии (современная Аджария). Плантация и домик крестьянина-селекционера сохранились до нашего времени. В 1923 году на ВДНХ в Москве он получил золотую медаль «За самый северный в мире чай».
В 1939 первая плантация чая была разбита в Гойтхском колхозе «Советская Армения» сотрудниками института Сочинских субтропических растений. Руководил плантацией житель хутора Папоротный — Шмавон Сукиасян.
В 1947 году был организован «Дагомысский чайный совхоз».
В 1972 году было создано производственное объединение «Краснодарский чай», в которое входили все чайные совхозы Краснодарского края. Директором объединения стал У. Г. Штейман. Именно тогда была создана торговая марка «Краснодарский чай».
29 декабря 2015 года была создана «Ассоциация производителей Краснодарского чая». Президентом Ассоциации является Константин Юрьевич Туршу, также являющийся директором Мацестинской чайной фабрики. Учредителями Ассоциации являются:
- ООО «Мацестинская чайная фабрика Константина Туршу»
- ООО «Адлерский чай»
- ЗАО «Шапсугинский чай»
- ООО «Солохаульский чай»
- ЗАО «Хоста-чай»

В 2018 году урожай чайного листа в крае составил 508 тонн, снизившись по сравнению с 2017 годом на 8 %.
По информации министерства сельского хозяйства, в 2019 году из 1203 гектаров чаепригодных земель в крае лишь 326 гектаров находятся в эксплуатации.
После встречи президента РФ В. В. Путина с общественностью в декабре 2019 г. в Адыгее, им было дано поручение администрации Краснодарского края рассмотреть вопрос об отнесении плантаций чая к особо ценным продуктивным сельскохозяйственным угодьям. Администрацией края было подготовлено предложение к правительству РФ об официальном закреплении статуса чайных плантаций.
В 2020 году планируется восстановить 85 га чайных плантаций.

## Стандартизация и фальсификация
В 2019 году началась борьба с контрафактным чаем, происходящим из неизвестных источников, не имеющий соответствующих разрешений. В рейдах принимают участие представители Ассоциации производителей Краснодарского чая,.
В январе 2019 г. стандарт «Краснодарского чая» был утверждён региональной ассоциацией, а затем было предложено утвердить его на федеральном уровне. Стандарт будет, в том числе, стандартизировать содержание листа местного сбора в купаже. Предложено было следующее: 100 % содержания краснодарского листа — это «Кубанский букет», 75 % — «Чай Экстра», 60 % — «Высший сорт», и от 40 % в купаже — «Первый сорт».

## Критика
- Законодательное собрание Краснодарского края в декабре 2016 года приняло постановление «О мерах по повышению эффективности использования чайных насаждений в Краснодарском крае», согласно данному документу, из 579 Га, принадлежащих «Дагомысчай» используются только 100 га, остальные территории, по данным ЗСК, заросли сорной растительностью. «Шапсугский чай» использует 8 га из имеющихся 100 Га[14].
- Межрайонная ИФНС России № 7 по Краснодарскому краю 30 октября 2017 года подала иск в Арбитражный суд Краснодарского края, требуя признать банкротом ЗАО «Дагомысчай»[6].
- ООО «Объединение Краснодарский чай» обратился в ФАС с жалобой на неправомерность телевизионной рекламы ТД «Мацеста чай», в которой говорилось о том, что настоящий Краснодарский чай «только в полосатой пачке», то есть производства Мацестинской чайной фабрики. ФАС признал жалобу компании обоснованной. Затем ООО «Объединение Краснодарский чай» подало иск в суд с требования компенсации понесённых убытков, однако иск был отклонён[15].
- 21.06.2018 года ООО «ГОСТ Чай» Краснодарским УФАС России привлечено к административной ответственности по ч.2 ст.14.33 КоАП РФ в виде штрафа в размере ста тысяч рублей[16].
- 7 ноября 2018 года Инспекция Федеральной налоговой службы № 7 подала в Арбитражный суд иск о признании банкротом ЗАО «Шапсугский чай»[17].
- Во время проверки, проведённой в 2019 году, Роскачество заявило, что в пакетированном чае «Краснодарский», производства компании «Дагомысчай», обнаружено плесени в четыре раза больше максимально допустимого законодательством уровня[18]. А "Чай чёрный классический «премиум» (ручной сбор) производства «Мацестинская чайная фабрика» было обнаружено 4 пестицида класса неоникотиноидов: ацетамиприд, тиаклоприд, тиаметоксам и клотианидин, а указанный на упаковке сертификат ICEA, закончился ещё в 2012 году[19].
- Девятый арбитражный суд 21 ноября 2019 года удовлетворил апелляцию ФАС РФ и отменил решение Арбитражного суда Москвы. Таким образом, инстанция поддержала доводы антимонопольного ведомства о том, что ООО «Объединение Краснодарский чай» (ВЕКА) в своей чайной продукции использовало только 1 % чая, выращено в Краснодарском крае и таким образом не может продавать чай под наименованием «Краснодарский чай». Заявление в ФАС было подано директором Мацестинской чайной фабрики[20].

## Предприятия по выращиванию и переработке
- ГК «Дагомысчай» (ранее Дагомысский чайный совхоз)
- АО «Солохаульский чай( ранее Солохаульский чайный совхоз)
- Верхнехостинский чайный совхоз
- Лазаревский плодосовхоз
- Мацестинская чайная фабрика: ТМ «Мацеста чай» и «Краснодарский чай с 1947 года»
- ЗАО «Хоста-чай»
- ЗАО «Шапсугский чай»
- ООО «ГОСТ ЧАЙ»: ТМ «Краснодарский ручной сбор»
- Адлерская чайная фабрика, ОАО «Адлерский чай»

## Места выращивания чая
- микрорайон Ахинтам г. Сочи
- посёлок Дагомыс, часть г. Сочи
- село Солохаул в Лазаревском районе г. Сочи
- село Измайловка в Хостинском районе г. Сочи
- аул Большой Кичмай в Лазаревском районе г. Сочи
- село Шаумян в Туапсинском районе Краснодарского края
- село Калиновое Озеро в Адлерском районе г. Сочи